# 돈 록
돈 윌슨 록(Don Wilson Lock, 1936년 7월 27일~2017년 10월 8일)은 미국의 프로 야구 선수로, 포지션은 외야수였다. 1962년부터 1969년까지 메이저 리그 베이스볼(MLB)의 워싱턴 세너터스(1962년~1966년), 필라델피아 필리스(1967년~1969년), 보스턴 레드삭스(1969년)에서 뛰었다. 캔자스주 위치토 출신으로, 킹먼에 있는 킹먼 고등학교에 다닌 후 위치토 주립 대학교에 진학했다. 선수 시절 188cm에 88kg의 체격을 갖췄으며, 우투우타였다.
1958년에 뉴욕 양키스와 계약을 맺었으나 메이저 리그에 이르지는 못했다. 그러던 중 1962년 7월 11일에 트리플 A 팀인 리치먼드 버지니언스에서 메이저 리그로 콜업된 뒤 바로 워싱턴 세너터스의 베테랑 1루수이자 대타인 데일 롱의 맞상대로 트레이드되었다. 그해 워싱턴에서 좌익수로 뛰었으나, 다음해인 1963년에는 팀의 중견수였던 지미 피어솔이 뉴욕 메츠로 트레이드되면서 팀의 주전 자리를 차지했다.
록은 1963년에 27홈런과 82타점, 1964년에 28홈런과 80타점을 올리며 가장 뛰어난 성적을 기록했다. 또한 수비에 있어서도 1963년에는 아메리칸 리그(AL) 중견수 가운데 풋아웃, 어시스트, 병살 관여 1위를 기록했으며, 이듬해에는 칼 야스트렘스키와 함께 AL 외야수 중 가장 많은 어시스트를 기록했다. 하지만 1963년과 1964년 2년 연속으로 삼진 리그 2위에 오르기도 했다.
통산 성적은 8시즌 동안 921경기에 출전해 타율 .238, 642안타, 122홈런, 359득점, 373타점을 기록했다. 선수로서 은퇴한 이후에는 1971년부터 1972년까지 2시즌 동안 보스턴 레드삭스 산하에 있는 팜팀인 윈스턴세일럼 레드삭스, 포터킷 레드삭스에서 감독직을 역임했으며, 1973년에는 잠시 캐롤라이나 리그의 윌슨 페넌츠의 감독을 맡기도 했다.